# Hexapeda
Die Hexapeda (Pl. Hexapedae, dt. Hexaped, von griech. „hexa“ = „sechs“ und lat. „pes“ Pl. „pedes“ = „Fuß“) war eine Längeneinheit, die in etwa dem Klafter entspricht.
Eine Hexapeda setzte sich aus sechs Fuß zusammen, was einer Toise entsprach. Im metrischen System entspricht eine Hexapeda ungefähr einer Länge von 1,9 m.
Gebräuchliche Abkürzungen für die Hexapeda lauten „Hex.“ oder „Hexap.“.
Die Hexapeda war im 19. Jahrhundert z. B. bei Höhenangaben gebräuchlich, die sich in botanischer Fachliteratur finden. Als Beispiel diene die Angabe des locus typicus in der Erstbeschreibung von Rhipsalis micrantha durch Karl Sigismund Kunth: „prope Olleros Quitensium, alt. 740 hex.“ („nahe Olleros Quitensium, auf einer Höhe von 740 Hexapedae“).